# Ароматизированные вина
Ароматизированные (ароматические) вина — креплёные вина с добавлением горьких и (или) пряноароматических растений. К числу других традиционных ингредиентов относятся этиловый спирт, сахар и (реже) для подкрашивания — сахарный колер. Примером такого вина может служить вермут.
В натуральном виде ароматизированные вина пьют со льдом, иногда разбавив содовой. Сухие ароматизированные вина удачно сочетаются по вкусу с различными крепкими спиртными напитками, что позволяет использовать их в качестве компонента коктейлей-аперитивов. Ароматизированные десертные вина дают удачные сочетания с безалкогольными газированными напитками, пивом, молоком, фруктовыми и ягодными соками.
Ароматизация вина пряностями известна с древности (см. кондитум и гипокрас). На право считаться старейшим ароматизированным вином из существующих претендует рецина — греческое вино с ароматом древесной смолы, которой в древности запечатывали амфоры. Помимо вермута, во многих странах производят аперитивные ароматизированные вина крепостью не менее 15 %, именуемые биттерами (от нем. bitter — горький). Эти вина ароматизируют травами, фруктовыми соками, эфирными маслами, натуральными эссенциями, чтобы по вкусу и аромату биттеры отличались от натуральных вин. Такие вина часто более горькие, чем вермут.
Среди настоев горьких и пряных растений, которые используются при приготовлении ароматических вин, распространены настои зверобоя, лимонной и горькой полыни, цветков ромашки, бобов какао, корицы, померанцевой корки, кориандра, чабреца, тысячелистника. В конце XIX века широкой популярностью пользовались тонизирующие ароматизированные вина с добавлением коры хинного дерева (например, лилле).